# 玩命左輪
《玩命左輪》（英語：Revolver）是一部2005年上映的动作惊悚片，由佳·烈治与他人共同编剧并自己执导，主演有傑森·史塔森、雷·利奥塔、樊尚·帕斯托雷以及安德烈·本杰明（André Benjamin）。影片讲述了一名寻求复仇的骗子，他的武器是一种通用公式，只要运用得当，可以在无论任何游戏或骗局中都能确保胜利。
这部电影是烈治的第四部劇情長片，也是他第三次聚焦犯罪及职业罪犯的故事，同时融入了哲学和佛教的道德内容。电影于2005年9月22日在英国上映，票房表现不佳，获得负面评价。2007年12月7日，一部经过重新剪辑的版本在美国有限上映。

## 剧情
《玩命左輪》有两个不同的版本，以下剧情简介基于烈治偏爱的导演剪辑版。
在某个未知的城市中，考克尼黑帮头目赌徒杰克·格林因某项未知的罪行被关押了七年，其中大部分时间是在单人囚禁中度过的。由于长期幽闭，他患上了幽闭恐惧症，在狭小空间里会极度焦虑，也无法忍受乘坐电梯。
两年后，杰克与兄弟比利来到黑帮老大多萝西·马查（雷·利奥塔饰）经营的赌场。导致杰克入狱的犯罪行为就是马查逼迫他犯下的。虽然比利有所犹豫，兄弟俩还是前来向马查索要杰克认为对方欠他的债。马查迅速将他们召至赌场的私人区域，那里正在进行一场高额赌局。杰克与桌上的一名玩家打赌掷筹码，输了钱。然而，他利用心理战让马查放松警惕后再次下注，这次获胜，使马查丢尽脸面。愤怒的马查命令手下保罗杀掉杰克。
在离开赌场时，一名男子递给杰克一张卡片，声称可以帮助他。因幽闭恐惧症发作，杰克选择走楼梯。在楼梯间，他查看卡片后晕倒，滚下台阶。卡片上写着：“乘电梯。”杰克被送往医院，医生表示无法确定他昏厥的原因，告知几天后会有结果。随后，杰克独自回到家，比利未同行，而马查派出的杀手索特尔正在等他。
杰克门口有另一张卡片，上写“捡起来”。当杰克弯腰拾卡时，子弹从他身上飞过。就在枪击持续时，那名神秘男子——放高利貸的扎克赶到，救下了杰克。杰克是枪战中唯一幸存的人。扎克将杰克引荐给搭档阿维。两人向杰克提出一个协议：他们会拿走杰克所有的钱，杰克必须听从他们的指示，不能问任何问题，作为交换，他们会保护杰克免受马查的威胁。在提议过程中，他们展示了一份透過神秘管道获得的杰克的医疗记录，上面显示他的昏厥是由一种罕见的血液疾病引起，将在三天内致命。杰克怀疑自己被骗，随即离开。
稍後，医生确认了相同的诊断结果，杰克只有三天可活。他带着一袋现金回到扎克和阿维的台球厅，同意了他们的条件。两人告诉杰克，他们会用这些钱资助自己的放贷业务，随后询问杰克在监狱中的经历。杰克解释说，他曾被要求二选一，在普通监区服刑14年或在單獨監禁中服刑7年，他选择了后者。
在监禁期间，杰克学会了一种特定策略，被称为“公式”，可以让使用者赢得每一场游戏。这种公式是由两名分别关押在杰克左右两侧牢房的男子发现的，他们分别是一位國際象棋高手和一个骗子。在服刑的头五年间，这三人利用《量子力学的数学》等藏在图书馆的书籍中的信息交流彼此的观点。
那两名男子计划同时越狱，还承诺带上杰克。然而，当他们消失后，杰克却被留在监狱中继续服刑两年。出狱后，杰克发现自己所有的财产和金钱都被这两人拿走。失望之余，他利用“公式”开始在各大赌场取胜，赢得了令人闻风丧胆的声誉，也被许多赌场列入黑名单。这种公式适用于无论任何游戏，常透过杰克在国际象棋中的惊人表现体现出来。
与此同时，马查与莉莉·沃克——神秘犯罪头目萨姆·戈德的顾问——谈判一笔可卡因交易。沃克警告马查，萨姆·戈德对拖延深恶痛绝，还强调他“讨厌曝光”。接下来，杰克与扎克及阿维一同抢劫了马查赌场的可卡因储藏室。绝望之下，马查向三合會老大约翰大人求购可卡因，却被羞辱性地拒绝。随后，杰克等人抢劫了约翰的数百万美元，还嫁祸给马查。
愤怒的约翰大人派出一名装扮成服务员的女杀手去马查的餐厅刺杀他。索特尔击伤了刺客，还追到外面杀死了她的司机。当他返回餐厅时，女杀手与马查交战在一起，她打掉了马查的一根手指。暴怒的马查用保镖的手枪将女杀手打成筛子。作为报复，马查让索特尔杀死了约翰大人，派保罗和手下去拷问三合会成员，想找出被盗可卡因的下落。被拷问致死的中国帮派成员否认有过任何参与，但是把杰克牽連了进来。
扎克和阿维让杰克以马查的名义将他所有的钱捐给一家儿童慈善机构。马查自以为这会改善他的声誉，于是欣然接受了功劳。然而，莉莉·沃克后来找上门来，声称萨姆·戈德因马查不断拖延交易而大为恼火，还对马查的曝光行为非常不满。马查恳求更多时间处理事务，但是沃克仅留下一句模棱两可的威胁便离开了。
三天后，杰克接到阿维的电话，告知他已经“摆脱了”疾病。杰克随即回到医生那里，医生告知他的原始诊断有误，他确实患有一种罕见血液疾病，但可以治疗，并非绝症。医生为自己的失误连连道歉。同时，马查认为杰克一直在针对他，于是加重了对杰克的追杀。他的手下追踪到阿维和扎克的住所，却被杰克逃脱。在追逐过程中，一名杀手不慎摔倒触发猎枪，意外毙命。其他黑帮分子误以为是杰克杀了他。
杰克与扎克及阿维在屋顶相会，二人揭示他们正是杰克在监禁期间的“邻居”。他们进一步解释道，萨姆·戈德是一个毫无力量的虚构形象，其权力完全来源于其他人对他的投入。他象征着人类的自我，是贪婪的化身。阿维试图让杰克理解自我的本质，挑战他一生以来对自我的投入。两人解释称，他们把杰克剥夺掉金钱这一自我的具象表现后，已经让他从戈德的“游戏”中解脱了。
与此同时，为偿还对马查的债务，杰克的兄弟比利被自己的保镖出卖，索特尔和保罗闯入了比利的家中。保罗用酷刑折磨比利，威胁要绑架比利的女儿并将其烧死，以逼问杰克的下落。这一暴行让索特尔良心发现，他选择违抗自我，杀死了保罗和所有同伴，成功救出了女孩。（在院线版中，索特尔被马查最后一名手下杀死，女孩被劫走。）
当晚，持枪的杰克闯入马查的豪华顶层公寓，此时的马查正熟睡中。令人惊讶的是，杰克跪在床前，请求赤裸上身的马查原谅他。随后杰克乘电梯离开，但电梯在13层卡住了。马查取来手枪，匆匆跑下楼梯准备在一楼与杰克对峙。当杰克等待电梯门打开时，他在脑海中与自我对话，最终拒绝了自己的自我。透过这种方式，杰克从象征性棋盘上“退场”，选择逆转自我的每一个指示，这被认为是对“公式”的最纯粹和根本应用。
当电梯门打开时，杰克面无惧色地走出大楼，而马查在大堂里崩溃，痛哭流涕。他被自己的自我彻底吞噬，而杰克透过拒绝自我获得了解脱。（导演剪辑版在此结束。）
在电影的院线版中，杰克得知侄女被绑架，决定归还黑帮头目的钱。马查用枪指着杰克的侄女，但杰克毫无畏惧。羞辱的马查表示：“如果我已经死了，你就杀不了我。”随后他将枪口对准自己的头，扣下扳机，画面随即切黑。

## 演员
- 傑森·史塔森 饰 杰克·格林
- 雷·利奥塔 饰 多萝西·马查
- 樊尚·帕斯托雷 饰 扎克
- 安德烈·本杰明 饰 阿维
- 馬克·史壯 饰 索特尔
- 吳永志（英语：Tom Wu） 饰 约翰大人
- 特伦斯·梅纳德 饰 法国保罗
- 安德鲁·霍华德（英语：Andrew Howard） 饰 比利
- 弗朗西斯卡·安妮斯（英语：Francesca Annis） 饰 莉莉·沃克
- 安杰拉·劳伦·史密斯 饰 多琳
- 艾拉娜·比尼什 饰 瑞秋

## 主题
佳·烈治在构思和制作这部电影时对卡巴拉产生了浓厚的兴趣。电影本身充满了对卡巴拉理念、符号和數秘術的隐喻和引用。
扎克（可能源于希伯来语 זְכַרְיָה Zechariah，意为“耶和华记得”或 יִצְחָק Yitskhak [以撒]，意为“他会笑”）、杰克（源于希伯来语 יַעֲקֹב Yaʿaqov [雅各]，其词根 עקבʿqb 的含义有“跟随”“落后”“取代”“规避”“攻击”“超越”）和阿维（源于希伯来语 אֲבִי，意为“我的父亲”）分别代表卡巴拉右、中、左三根能量柱。根据卡巴拉传统，“左柱”或“左线”通常与“女性”和黑色相关联。杰克的姓氏为“格林”（Green，意为“绿色”），绿色在生命樹中与胜利（Netzach）相关联，这一领域由维纳斯（象征爱）掌管。而扎克是一个体型庞大、白肤色的男性，穿着打扮非常符合传统“男性化”形象。男性气质和白色与卡巴拉传统中的右柱能量相关联。
数字32在电影中反复出现。例如：“国际象棋在这里蕴含着许多神秘主義的意义。所罗门圣殿的地板就像棋盘一样，棋盘有64个格子，32颗棋子。”在电影结尾，杰克进入的电梯按钮显示有32层。
此外，杰克装满钞票的袋子中出现的美元纸币面额为12（Twelve），这一点至今尚无解释。